# Euphorbia spicata
Euphorbia spicata är en törelväxtart som beskrevs av Ernst Meyer och Pierre Edmond Boissier. Euphorbia spicata ingår i släktet törlar, och familjen törelväxter. Inga underarter finns listade i Catalogue of Life.